# Lê Trọng Hinh
Lê Trọng Hinh (sinh ngày 03 tháng 2 năm 1996) là một vận động viên điền kinh Việt Nam.

## Tiểu sử
Sinh ra trong gia đình dân tộc Mường nghèo khó ở Thanh Hóa, từ nhỏ Lê Trọng Hinh đã phải phụ giúp cha mẹ trong các công việc đồng áng. Kể cả bây giờ khi đã là vận động viên chuyên nghiệp, những lúc được nghỉ phép Hinh lại tranh thủ thời gian về giúp bố mẹ lúc cao điểm mùa vụ. Lê Trọng Hinh bắt đầu tập điền kinh khá muộn. Anh có được sự chú ý từ một giải đấu học sinh, sau đó chính thức được nhận vào đội tuyển lần đầu năm 2012.
Năm 2012, Lê Trọng Hinh được tới Trung tâm Huấn luyện thể thao Quốc gia Hà Nội để cùng quy trình tập luyện của một vận động viên thuộc đội tuyển Quốc Gia. 3 năm sau, Hinh đã không chỉ là chân chạy cự ly ngắn nam số 1 Việt Nam mà của cả khu vực Đông Nam Á.

## Sự nghiệp
Tại SEA Games 27 trong lần đầu tiên dự SEA Games, Trọng Hinh đã giành huy chương đồng 200m. Sau đó anh đạt được huy chương Vàng ở nội dung 100m nam với thành tích 10 giây 50 tại giải điền kinh trẻ vô địch quốc gia 2015. Sau đó anh đạt được huy chương Vàng ở nội dung 100m nam với thành tích 10 giây 50 tại giải điền kinh trẻ vô địch quốc gia 2015.
Năm 2015, tại SEA Games 28 diễn ra tại Singapore, Lê Trọng Hinh mới 19 tuổi đã giành tấm huy chương vàng cho điền kinh Việt Nam nội dung 200 m nam. Trước đó, ở nội dung này, trong khu vực Đông Nam Á, điền kinh Việt Nam chưa có vận động viên nào giành thành tích cao nhất này.
Năm 2016, Lê Trọng Hinh giành huy chương bạc ở nội dung 200 m nam tại Singapore Open và giành huy chương vàng 100m giải điền kinh vô địch Quốc Gia vào cùng năm. 
Ngày 18 tháng 12 năm 2016, Lê Trọng Hinh gặp tai nạn khi đang trên đường di chuyển từ Trung tâm huấn luyện thể thao quốc gia Nhổn tới Đại học thể dục thể thao Bắc Ninh, trong đó xe máy của anh va chạm với một ô tô. Vụ tai nạn khiến vận động viên bị thương ở chân, phải điều trị tại bệnh viện.

## Thành tích nổi bật

### Thể thao
| Nội dung | Thành tích | Giải đấu                                 | Địa điểm  | Ngày                 | Ghi chú         | Nguồn       |
| -------- | ---------- | ---------------------------------------- | --------- | -------------------- | --------------- | ----------- |
| 200 m    |            | SEA Games 27                             | Myanmar   |                      |                 | [ 4 ]       |
| 100 m    | 10.50      | Giải điền kinh trẻ vô địch quốc gia 2015 | Việt Nam  |                      |                 | [ 5 ]       |
| 200 m    | 20.89      | SEA Games 28                             | Singapore | 10 tháng 06 năm 2015 | Kỷ lục quốc gia | [ 1 ] [ 4 ] |
| 200 m    | 21.08      | Singapore Open 2016                      | Singapore | 29 tháng 04 năm 2016 |                 | [ 6 ]       |
| 100 m    | 10.53      | Giải điền kinh vô địch Quốc Gia 2016     | Hà Nội    | 22 tháng 11 năm 2016 |                 | [ 7 ]       |